# Man rede mir nicht von Liebe
Man rede mir nicht von Liebe ist ein Filmdrama und ein Liebesfilm des Regisseurs Erich Engel aus dem Jahr 1943. Die Literaturverfilmung basiert auf einem Roman des böhmischen Schriftstellers Hugo Maria Kritz. In der Hauptrolle verkörpert Heidemarie Hatheyer die Kunstmalerin Pamela Keith, die nach München zieht, weil sie sich dort den Durchbruch in ihrer Karriere erhofft.

## Handlung
Die ehrgeizige, junge Malerin Pamela zieht nach München, um dort ihre Bilder der Öffentlichkeit vorzustellen und damit ihren Lebensunterhalt zu verdienen. Sehr bald wird der erfahrene Kunstmaler Andreas Alwin auf ihre Werke aufmerksam und beschließt, Pamela bei ihrem Wirken und mit ihren Werken zu fördern. Die beiden kommen sich bald auch persönlich sehr nahe. Dies jedoch hat zur Folge, dass Pamela sich in ihrer Begabung und ihrem Talent überschätzt, als sie bereitwillig einen größeren Auftrag annimmt: Es handelt sich um die zu erstellenden Wandmalereien in einer neu eröffnenden Bank. 
Erschwerend kommt hinzu, dass Pamela plötzlich Augen auf einen jungen Mann wirft. Mit dieser Entwicklung ist Andreas nicht einverstanden und in der Folge kommt es zu einem Bruch ihrer Beziehung zu Andreas. Als jedoch Pamela in Verdacht gerät, ein fremdes Bild kopiert zu haben, bricht der junge Mann aus Standesrücksicht sämtliche Kontakte zu ihr ab.
Der Film nimmt ein gutes Ende, als Pamela beschließt, künftig nur noch im Rahmen ihrer Möglichkeiten Aufträge entgegenzunehmen, die sie auch bewerkstelligen kann. In der Folge kehrt sie zu Andreas zurück.

## Produktionsnotizen
Die Dreharbeiten begannen am 21. Januar 1943 und endeten im April desselben Jahres. Als Drehort diente der höchste Berggipfel Deutschlands, die Zugspitze. Hermann Buchrucker war als Standfotograf tätig, während Hans Sohnle gemeinsam mit seinem Assistenten Max Seefelder für die Filmbauten zuständig war. Bert Hoppmann kreierte die Kostüme.

## Erscheinungstermine und abweichende Filmtitel
Man rede mir nicht von Liebe wurde am 17. September 1943 in München uraufgeführt. Im Berliner Germaniapalast wurde der Film am 1. Oktober 1943 gezeigt. In Finnland lief er unter dem Titel Älä puhu rakkaudesta am 7. Mai 1944 in den Kinos an.

## Filmzensur
Das NS-Regime überprüfte den Film im Rahmen der damals üblichen Filmzensur auf eventuell dem Regime abträgliche Inhalte. Am 9. August 1943 wurde der Film mit dem Attribut Jugendverbot unter dem Beschluss B.59235 eingeschränkt freigegeben.

## Kritiken
„Starbestückte Unterhaltung.“